# Stende (Talsu novads)
Stende  est une ville de la région de Courlande en Lettonie. 

## Histoire

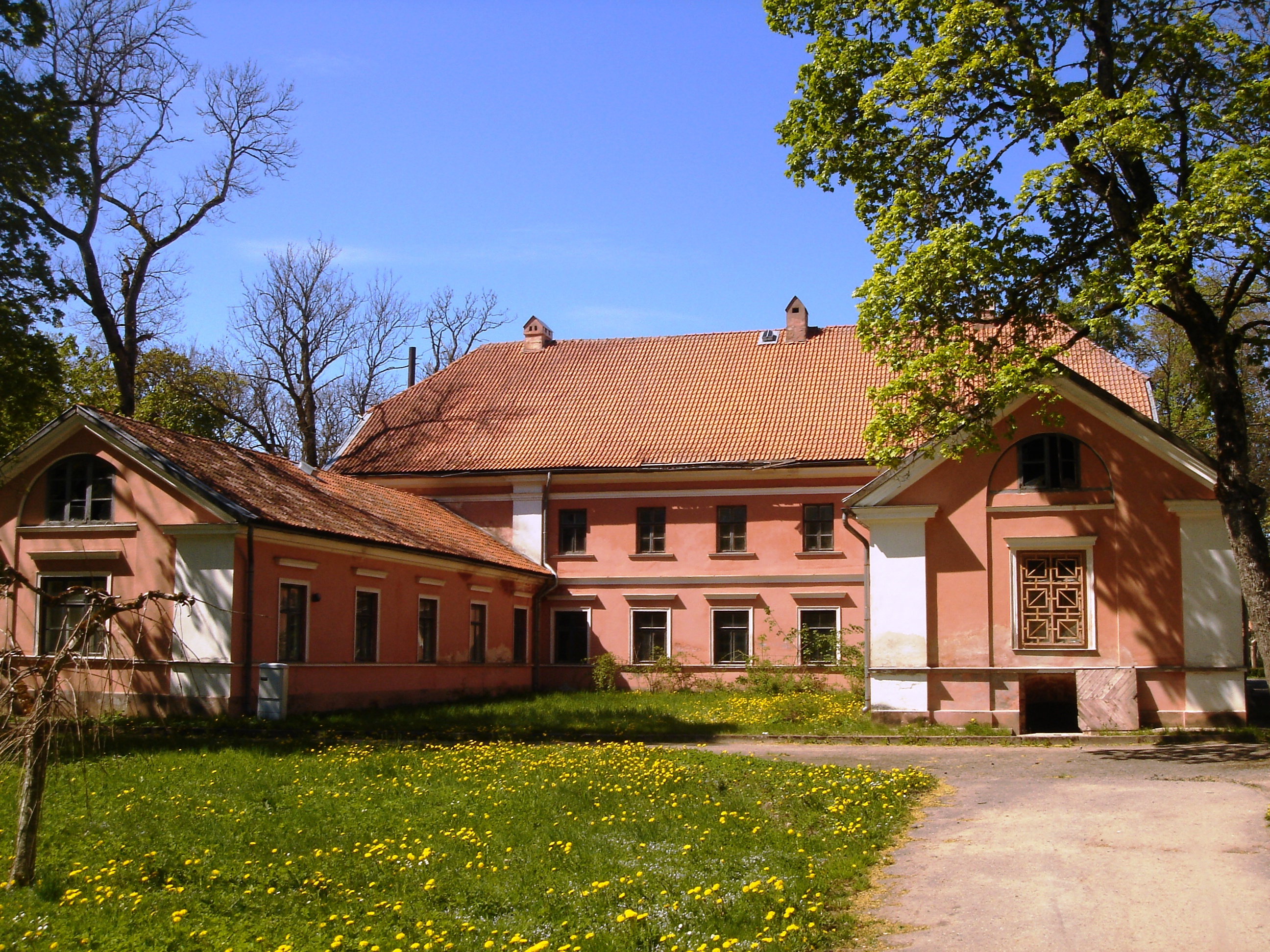
Manoir Groß-Stenden.

La localité commence à se former en 1901-1904, en raison de la construction du chemin de fer Ventspils-Rybinsk. En 1925, elle porte le nom de Renčuciems, plus tard sera renommée Stendesciems, et incluse dans la catégorie des zones fortement peuplées. Le statut de commune urbaine lui est attribué en 1949. Le statut de la ville est acquis depuis 1991. Le nom de la ville vient du nom de la gare ferroviaire, qui à son tour doit son nom au manoir voisin Groß-Stenden.

## Galerie

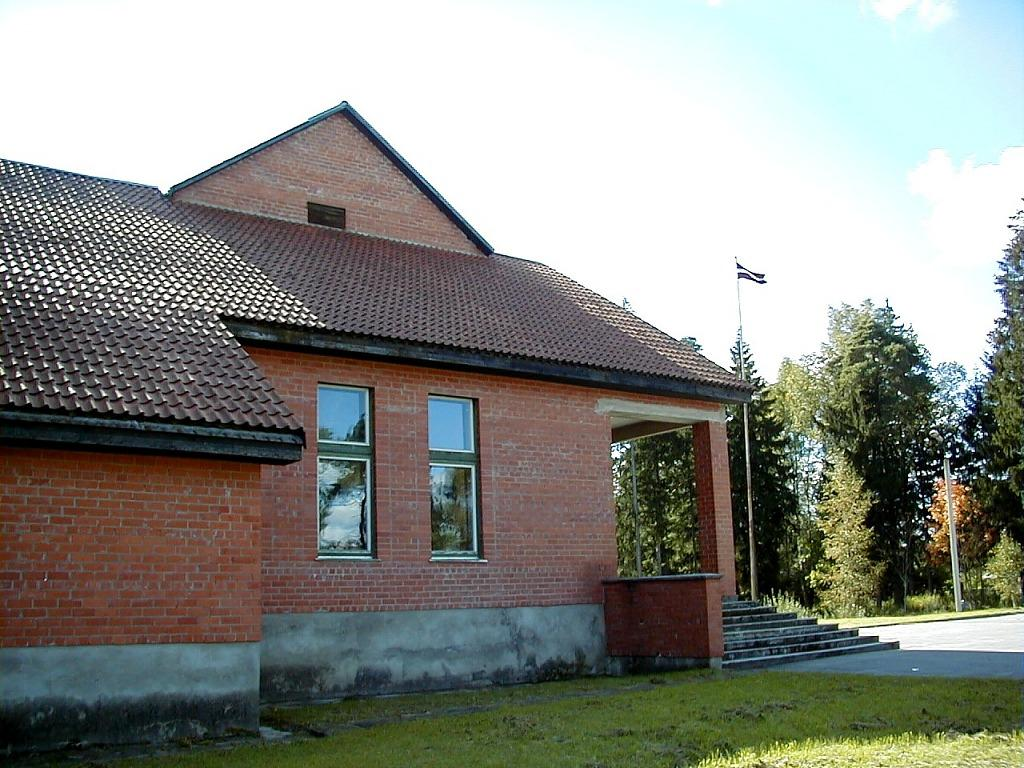
Mairie de Stende.
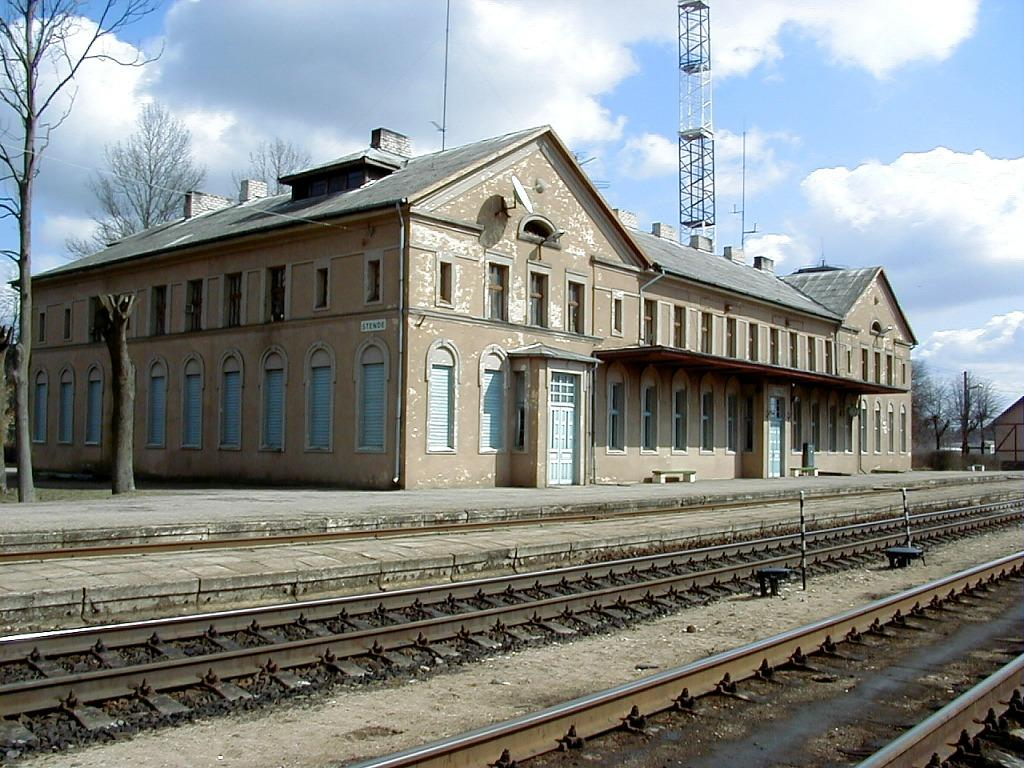
Gare ferroviaire de Stende.
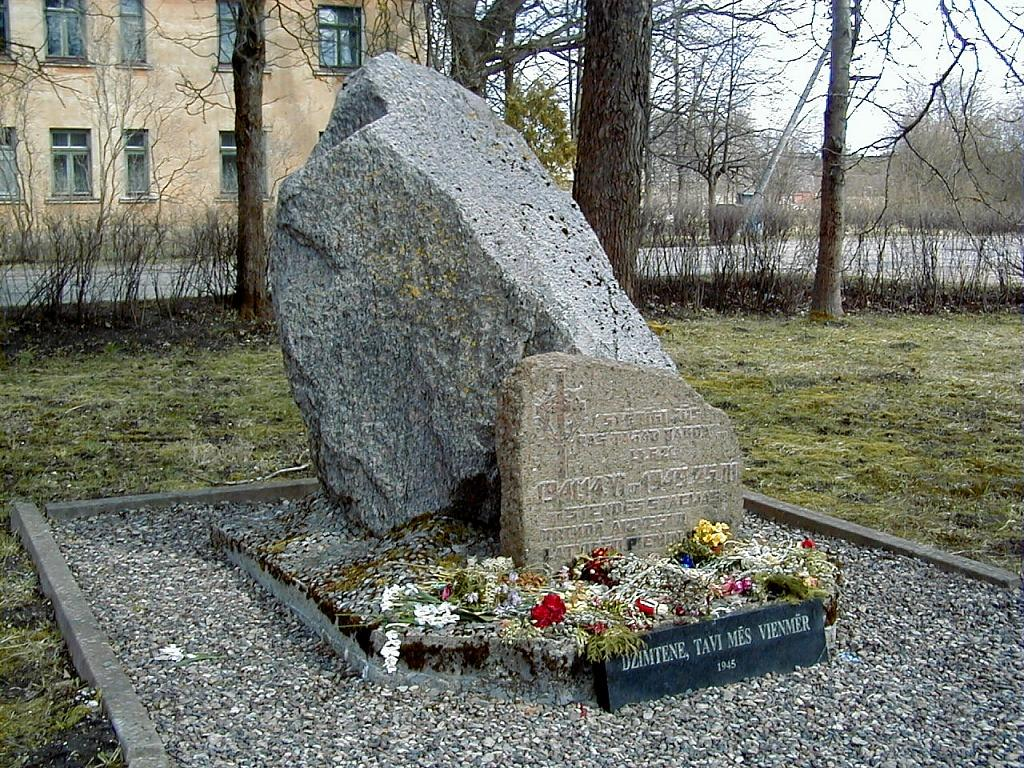
Monument aux victimes des déportations.
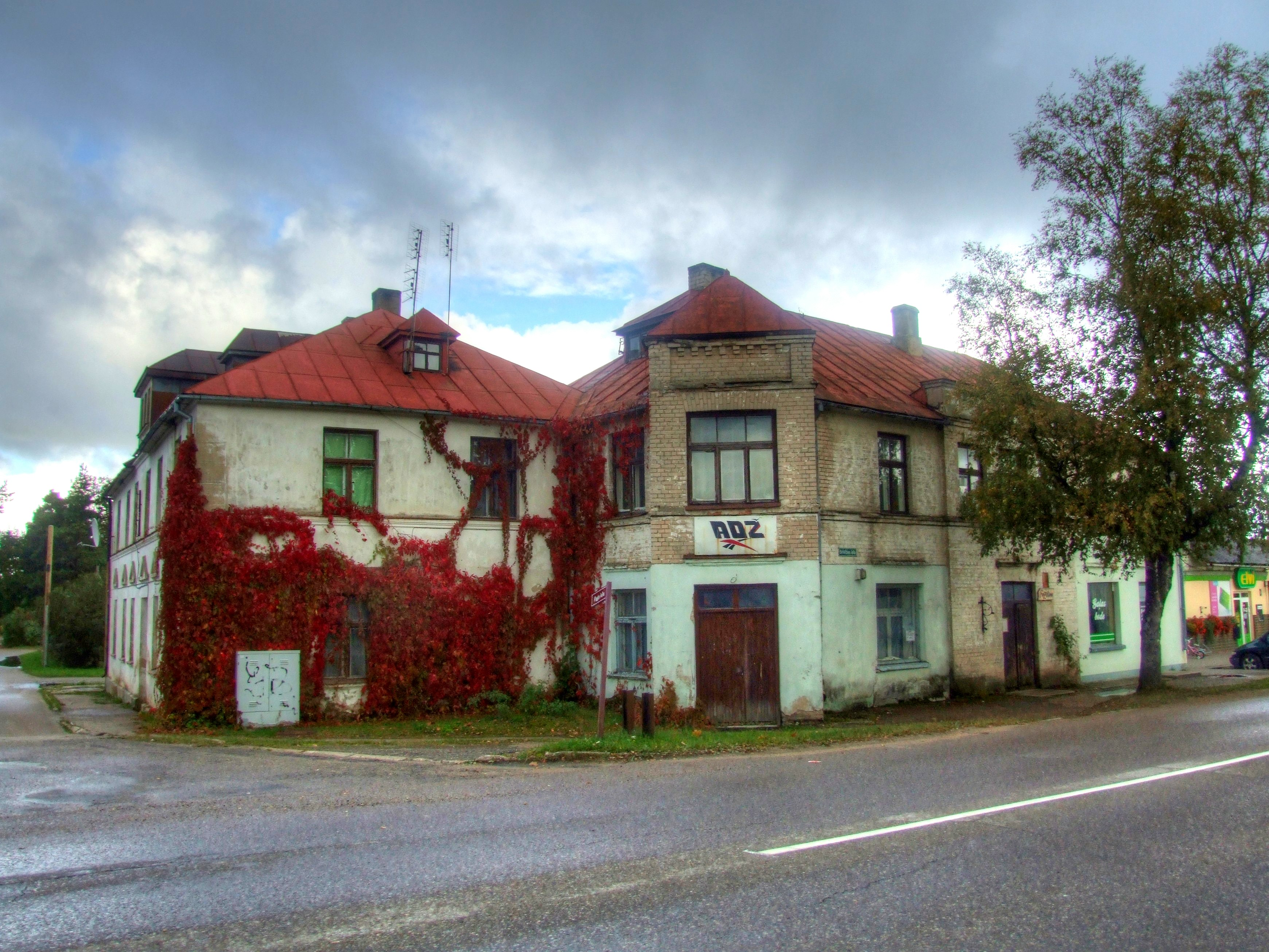
Centre ville de Stende.